# Нефтеперерабатывающая промышленность Украины

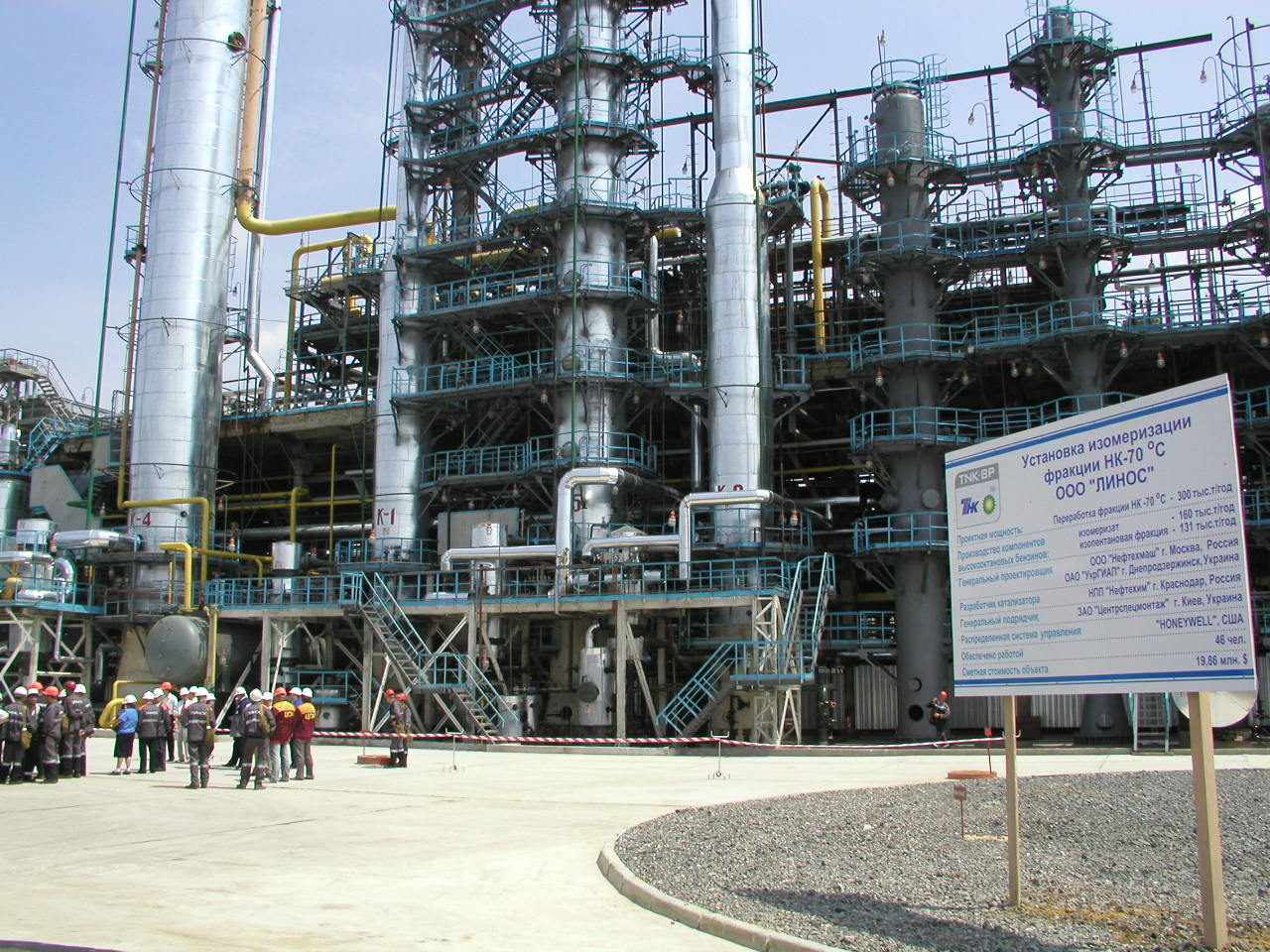
Новая установка изомеризации на Лисичанском НПЗ

Нефтеперерабатывающая промышленность Украины — отрасль промышленности Украины, специализирующаяся на переработке сырой нефти в нефтепродукты.
По состоянию на лето 2022 года отрасль полностью прекратила работу.

## Характеристика промышленности
Нефтеперерабатывающая промышленность Украины работает в основном на импортируемой из России нефти. Украина также сама добывает нефть, но немного — 1,5—2 млн тонн. Продукцию промышленности используют предприятия нефтехимической промышленности.

## История
В наследство после развала Советского Союза Украина получила шесть НПЗ, способных переработать более 42 млн тонн нефти. С 1990 по 2000 гг. производственные обороты сократились на 71 %.
Далее, ряд НПЗ был остановлен ещё в 2007 году, окончательно 5 из 6 были остановлены к 2013 году.
На 2019 г. из шести НПЗ, которые находятся на Украине, работает только один — самый мощный Кременчугский НПЗ, оказавшийся под контролем группы «Приват» Игоря Коломойского. Кременчугский НПЗ работал примерно на 16 % от проектной мощности, перерабатывая около 3 млн тонн нефти в год.
К середине 2022 года нефтеперерабатывающая промышленность Украины полностью прекратила работу.

## Список нефтеперерабатывающих предприятий Украины
| НПЗ               | Контролирующий акционер       | Мощности по переработке (млн тонн) | Регион                    | Текущее состояние              |
| ----------------- | ----------------------------- | ---------------------------------- | ------------------------- | ------------------------------ |
| Кременчугский НПЗ | группа «Приват»               | 18,6                               | Полтавская область        | Прекратил работу в 2022 году   |
| Лисичанский НПЗ   | Роснефть                      | 8,0                                | Луганская область         | Остановлен 15 марта 2012 года  |
| Херсонский НПЗ    | Группа Альянс                 | 7,1                                | Херсонская область        | Остановлен в августе 2005 года |
| Дрогобычский НПЗ  | Альфа-нафта и группа «Приват» | 3,5                                | Львовская область         | Остановлен в январе 2012 года  |
| Одесский НПЗ      | ГК ВЕТЭК                      | 2,8                                | Одесская область          | Остановлен в октябре 2010 года |
| Надворнянский НПЗ | группа «Приват»               | 2,6                                | Ивано-Франковская область | Остановлен в мае 2009 года     |